# حمام قدیمی بردون
حمام قدیمی بردون مربوط به دوره قاجار است و در شهرستان نور، بخش بلده، دهستان شیخ فضل ا، روستای بردون واقع شده و این اثر در تاریخ ۲۶ اسفند ۱۳۸۶ با شمارهٔ ثبت ۲۲۰۳۱ به‌عنوان یکی از آثار ملی ایران به ثبت رسیده است.